# Weddington (Warwickshire)
Weddington – dzielnica miasta Nuneaton, w Anglii, w Warwickshire, w dystrykcie Nuneaton and Bedworth. W 2011 roku dzielnica liczyła 7256 mieszkańców. Weddington jest wspomniana w Domesday Book (1086) jako Watitune.